# Arnold Ulitz
Arnold Ulitz (Breslavia, 11 aprile 1888 – Tettnang, 12 gennaio 1971) è stato uno scrittore tedesco.

## Biografia
Di professione insegnante, durante la prima guerra mondiale servì al fronte in Russia, e nel 1945 venne espulso dalla Slesia nel contesto del trasferimento della popolazione locale. Il suo romanzo espressionista Ararat (1920) è ambientato ai tempi della rivoluzione russa e vede come protagonista Daniel, un uomo triste e desolato che riesce a rifarsi una vita grazie all'aiuto di un rabbino.
Tra gli altri romanzi si citano Testament (1924, ambientato ai tempi della crisi inflazionaria del 1922–1923), Der wunderbare Sommer (1939), Der große Janja (1939) e Die Braut des Berühmten (1942). Scrisse anche le due raccolte di poesie Der Arme und das Abenteuer (1919) e Der Lotse (1924), nonché alcuni racconti brevi come Hochzeit! Hochzeit! (1940).